# Yekolab
Yekolab est une organisation à but non lucratif spécialisée dans la promotion des technologies de l'information et de la communication (TIC) et l'incubation des startups. Elle est basée en République du Congo notamment à Brazzaville et à Pointe-Noire où se trouvent ses deux sièges.
Avec plus de 20 startups incubées et plus de 600 jeunes formés gratuitement, Yekolab est l'un des plus grands incubateurs et l'un des plus grands centres de formation aux métiers émergents d'Afrique francophone .

## Histoire
L'organisation Yekolab a été créée en janvier 2014 à la suite d'un partenariat entre la conférence JCertif International (dont la première édition s'est tenue en 2010) et l'agence de régulation des postes et des communications électroniques (ARPCE en sigle). Le but de sa création est de « faire du Congo, un pays de référence dans le domaine des TIC ».
Le terme Yekolab est un mot-valise. Il est composé de « Koyekola », mot lingala signifiant « apprendre » et de « lab » qui est un diminutif de « laboratoire ». En somme, Yekolab signiferait en français « Laboratoire d'apprendtissage ».

## Formation

### Formation certifiante
Les formations certifiantes de Yekolab sont à la fin couronnées par un certificat. Elles ont une durée qui varie entre 6 et 9 mois. L'admission se fait par voie de test ou concours à la suite d'un avis d'appel à candidature lancé sur son site web. Les options concernées sont : le développement web et le web design, le développement des applications mobiles, le développement des applications d'entreprise et la technologie embarquée.
En 2019, Yekolab a intégré d'une part une formation sur le développement des sites web et le design pour les malentendants, et d'autre part (le 26 octobre 2019 officiellement) un nouveau programme de formation, en partenariat avec l'école française de programmation pour enfants Algora,, qui consiste à apprendre aux enfants de 7 à 17 ans la programmation informatique en s'amusant avec des robots,,. Tout ceci fait de Yekolab, la toute première école de formation sur le numérique pour les malentendants et les enfants âgés entre 7 et 17 ans, en République du Congo.

### Formation non certifiante
Yekolab offre également des formations non certifiantes. La principale formation non certfiante est d'une durée moyenne de 3 mois environ et concerne exclusivement le développement web. Elle est animée par le Google Digital Group en sigle GDG, une communauté de développeurs associée à Yekolab. La communauté Brikolab, elle également associée à Yekolab, est spécialisée dans la robotique et les systèmes embarqués.
Par ailleurs, Yekolab organise de temps à autre des séminaires et ateliers de formation lors de divers événements en lien avec le numérique dont le plus notoire reste le JCertif International. Des domaines comme le marketing digital, le cloud computing, la réalité virtuelle et augmentée , la domotique et l'intelligence artificielle sont les plus concernés.

## Incubateur
Yekolab est incubateur de startup. Avec plus de 20 startups congolaises incubées, il est l'un des plus grands incubateurs du Congo et d'Afrique francophone.
En octobre 2019, Yekolab a lancé Yekolab International Startup, un nouveau programme d'incubation d'entreprises tant nationales qu'internationales. 

## Partenaires
Yekolab bénéficie d'un appui à la fois technique et financier de la part de l'agence de régulation des postes et des communications électroniques (ARPCE en sigle). La connexion internet est du ressort de la société de téléphonie mobile Airtel Congo.
Les partenaires internationaux de Yekolab sont : les géants américains Google et Oracle, l'incubuteur français Creative Valley et l'école française de programmation pour enfants Algora.